# Gil Vermouth
Gil Vermouth (גילי ורמוט; Haifa, 5 agosto 1985) è un ex calciatore israeliano, di ruolo centrocampista.

## Palmarès

### Club
- Coppa di Israele: 3

Hapoel Tel Aviv: 2006, 2007, 2010
- Coppa del Belgio: 1

Gent: 2008
- Ligat ha'Al: 1

Hapoel Tel Aviv: 2009-2010